# Sergines
Pour les articles homonymes, voir Sergines (homonymie).
Sergines est une commune française située dans le département de l'Yonne en région Bourgogne-Franche-Comté.

## Géographie
Sergines, dans l'Yonne, se situe à la porte de deux départements, la Seine-et-Marne d'un côté et l'Aube de l'autre. Sens (sous-préfecture de l'Yonne) se trouve à 17 km et Paris à 100 km.

### Climat
Pour des articles plus généraux, voir Climat de la Bourgogne-Franche-Comté et Climat de l'Yonne.
En 2010, le climat de la commune est de type climat océanique dégradé des plaines du Centre et du Nord, selon une étude du Centre national de la recherche scientifique s'appuyant sur une série de données couvrant la période 1971-2000. En 2020, Météo-France publie une typologie des climats de la France métropolitaine dans laquelle la commune est exposée à un climat océanique altéré et est dans la région climatique  Nord-est du bassin Parisien, caractérisée par un ensoleillement médiocre, une pluviométrie moyenne régulièrement répartie au cours de l’année et un hiver froid (3 °C). 
Pour la période 1971-2000, la température annuelle moyenne est de 10,6 °C, avec une amplitude thermique annuelle de 15,5 °C. Le cumul annuel moyen de précipitations est de 735 mm, avec 12,3 jours de précipitations en janvier et 7,7 jours en juillet. Pour la période 1991-2020, la température moyenne annuelle observée sur la station météorologique de Météo-France la plus proche, « Sens », sur la commune de Sens à 16 km à vol d'oiseau, est de 11,9 °C et le cumul annuel moyen de précipitations est de 644,7 mm. 
La température maximale relevée sur cette station est de 42,4 °C, atteinte le 25 juillet 2019 ; la température minimale est de −22,6 °C, atteinte le 14 février 1956,,. 
Les paramètres climatiques de la commune ont été estimés pour le milieu du siècle (2041-2070) selon différents scénarios d'émission de gaz à effet de serre à partir des nouvelles projections climatiques de référence DRIAS-2020. Ils sont consultables sur un site dédié publié par Météo-France en novembre 2022.

## Urbanisme

### Typologie
Au 1er janvier 2024, Sergines est catégorisée bourg rural, selon la nouvelle grille communale de densité à sept niveaux définie par l'Insee en 2022.
Elle est située hors unité urbaine et hors attraction des villes,.

### Occupation des sols
L'occupation des sols de la commune, telle qu'elle ressort de la base de données européenne d’occupation biophysique des sols Corine Land Cover (CLC), est marquée par l'importance des territoires agricoles (93,9 % en 2018), en diminution par rapport à 1990 (95,1 %). La répartition détaillée en 2018 est la suivante : 
terres arables (88,9 %), zones urbanisées (5 %), zones agricoles hétérogènes (5 %), forêts (1,1 %). L'évolution de l’occupation des sols de la commune et de ses infrastructures peut être observée sur les différentes représentations cartographiques du territoire : la carte de Cassini (XVIIIe siècle), la carte d'état-major (1820-1866) et les cartes ou photos aériennes de l'IGN pour la période actuelle (1950 à aujourd'hui).

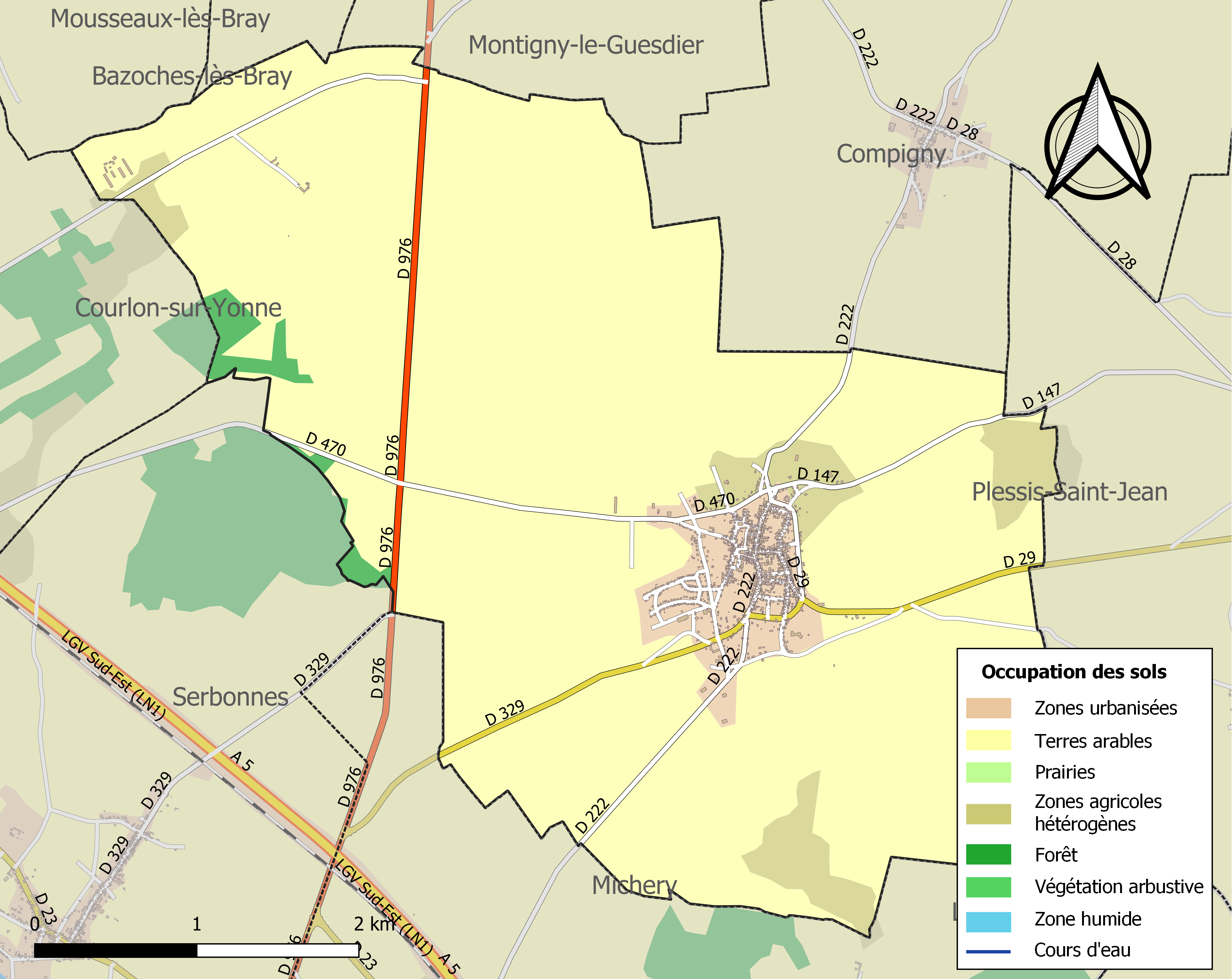
Carte des infrastructures et de l'occupation des sols de la commune en 2018 (CLC).

## Histoire

### Préhistoire
Datant de l'époque d'Hallstatt, une nécropole a été découverte sur le territoire de la commune lors de fouilles archéologiques Bataille 1992, p. 22.

### Antiquité et Haut Moyen Âge
Au lieudit Gringalet, des centaines de tombes mérovingiennes ont été fouillées par l'archéologue sénonais Pierre Parruzot. Au levant du finage passe la voie romaine de Sens à Meaux.
La paroisse de Sergines est dédiée à saint Paterne. Ce saint serait un moine assassiné par des brigands. La région de la Manche héberge plusieurs saints de ce nom. La paroisse appartient au diocèse de Sens.

### L'ère des chevaliers seigneurs de Sergines
À la fin du XIIe siècle, un lignage de chevaliers, issu d'un prénommé Terricus, se manifeste sur le finage. Primitivement, ce lignage n'a pas d'assise foncière extérieure, ce qui traduit un manque de rayonnement.
Sous Saint Louis, le chevalier Geoffroy de Sergines l'Aîné (ou Sargines selon certaines transcriptions) accompagne le Roi en Terre sainte. Quand le roi sort de sa prison cairote, il s'engage à ne plus reparaître en personne dans la région. Louis IX choisit alors Geoffroy de Sergines pour le représenter en Terre Sainte, avec résidence à Acre. C'est par lui que tous les fonds de secours transitent. En 1291, Acre tombe. Les créanciers des derniers combattants se manifestent. Parmi eux, les Templiers poursuivent vigoureusement Geoffroy de Sergines le Jeune.
A Sergines, une branche est demeurée et prend le titre seigneurial. Le fief est dans la mouvance de Bray-sur-Seine et relève en arrière-fief de l'archevêque de Sens. Un descendant épousera l'héritière de la seigneurie de Thorigny au début du XVe siècle.

### La Renaissance
Le bourg est fortifié sous le règne de François Ier, comme beaucoup d'autres dans le Sénonais. Il dispose d'un gros hameau dit de Bohey, à ses portes. On trouve un des rares moulins à vent du Sénonais. La seigneurie est détenue par la famille de Hemery, héritière des de Sergines. Elle détient le château. Les seigneurs de Fleurigny ont une part de la seigneurie.
Sergines accueille Charles IX en tournée dans le royaume. Le Roi manque d'être tué par un cochon lors de cette visite.
Au début du XVIIe siècle, la famille Olivier, originaire du Nivernais et descendante du chancelier de France, possède Sergines. Sous Louis XIII, une troupe en maraude tente de s'imposer aux villageois. Ceux-ci, emmenés par un dénommé Blaise Rigault, tuent le chef de la bande, et lui confisquent sa hallebarde. Une fête annuelle commémore depuis lors le fait d'armes, la hallebarde étant conservée dans la descendance du héros.

### Bourg du négoce du grain
Au XVIIIe siècle, Sergines joue un certain rôle dans le négoce des grains. De ce fait, le village est au cœur de l'agitation frumentaire de 1789. Lors de la survenance des troubles, Sergines devient chef lieu de canton et conservera ce titre lors des remodelages du Consulat. Le village parvient à enrayer la demande de rétablissement du canton de Thorigny-sur-Oreuse à plusieurs reprises.

## Héraldique
| Blason de Sergines | Blason  | Tiercé en fasce: au 1er de gueules à la fasce ondée d'or, au 2e d'or au fer de hallebarde d'azur posé en fasce et mouvant du flanc senestre, au 3e de gueules à trois coquilles d'or, 2 et 1. |
| Blason de Sergines | Détails | Le statut officiel du blason reste à déterminer. |

## Politique et administration

### Liste des maires
| Période    | Période  | Identité          | Étiquette | Qualité                                              |
| ---------- | -------- | ----------------- | --------- | ---------------------------------------------------- |
| 1983       | 2014     | Jean-Claude Leroy | UMP       | Conseiller général du canton de Sergines (1992-2011) |
| avril 2014 | En cours | André Pitou       | DVG       |                                                      |

## Démographie
L'évolution du nombre d'habitants est connue à travers les recensements de la population effectués dans la commune depuis 1793. Pour les communes de moins de 10 000 habitants, une enquête de recensement portant sur toute la population est réalisée tous les cinq ans, les populations de référence des années intermédiaires étant quant à elles estimées par interpolation ou extrapolation. Pour la commune, le premier recensement exhaustif entrant dans le cadre du nouveau dispositif a été réalisé en 2007.

En 2022, la commune comptait 1 235 habitants, en évolution de −4,63 % par rapport à 2016 (Yonne : −1,95 %, France hors Mayotte : +2,11 %).
| 1793  | 1800  | 1806  | 1821  | 1831  | 1836  | 1841  | 1846  | 1851  |
| ----- | ----- | ----- | ----- | ----- | ----- | ----- | ----- | ----- |
| 1 527 | 1 484 | 1 468 | 1 435 | 1 411 | 1 402 | 1 371 | 1 363 | 1 338 |

| 1856  | 1861  | 1866  | 1872  | 1876  | 1881  | 1886  | 1891  | 1896  |
| ----- | ----- | ----- | ----- | ----- | ----- | ----- | ----- | ----- |
| 1 337 | 1 317 | 1 301 | 1 237 | 1 176 | 1 085 | 1 102 | 1 072 | 1 037 |

| 1901 | 1906 | 1911 | 1921 | 1926 | 1931 | 1936 | 1946 | 1954 |
| ---- | ---- | ---- | ---- | ---- | ---- | ---- | ---- | ---- |
| 982  | 936  | 942  | 809  | 800  | 828  | 814  | 766  | 721  |

| 1962 | 1968 | 1975 | 1982 | 1990 | 1999  | 2006  | 2007  | 2012  |
| ---- | ---- | ---- | ---- | ---- | ----- | ----- | ----- | ----- |
| 745  | 733  | 764  | 802  | 900  | 1 080 | 1 186 | 1 201 | 1 283 |

| 2017  | 2022  | - | - | - | - | - | - | - |
| ----- | ----- | - | - | - | - | - | - | - |
| 1 287 | 1 235 | - | - | - | - | - | - | - |

## Lieux et monuments
- Église Saint-Tiburce et Saint-Paterne

## Manifestations culturelles
- Le carnaval de Sergines, chaque 1er week-end de mars.

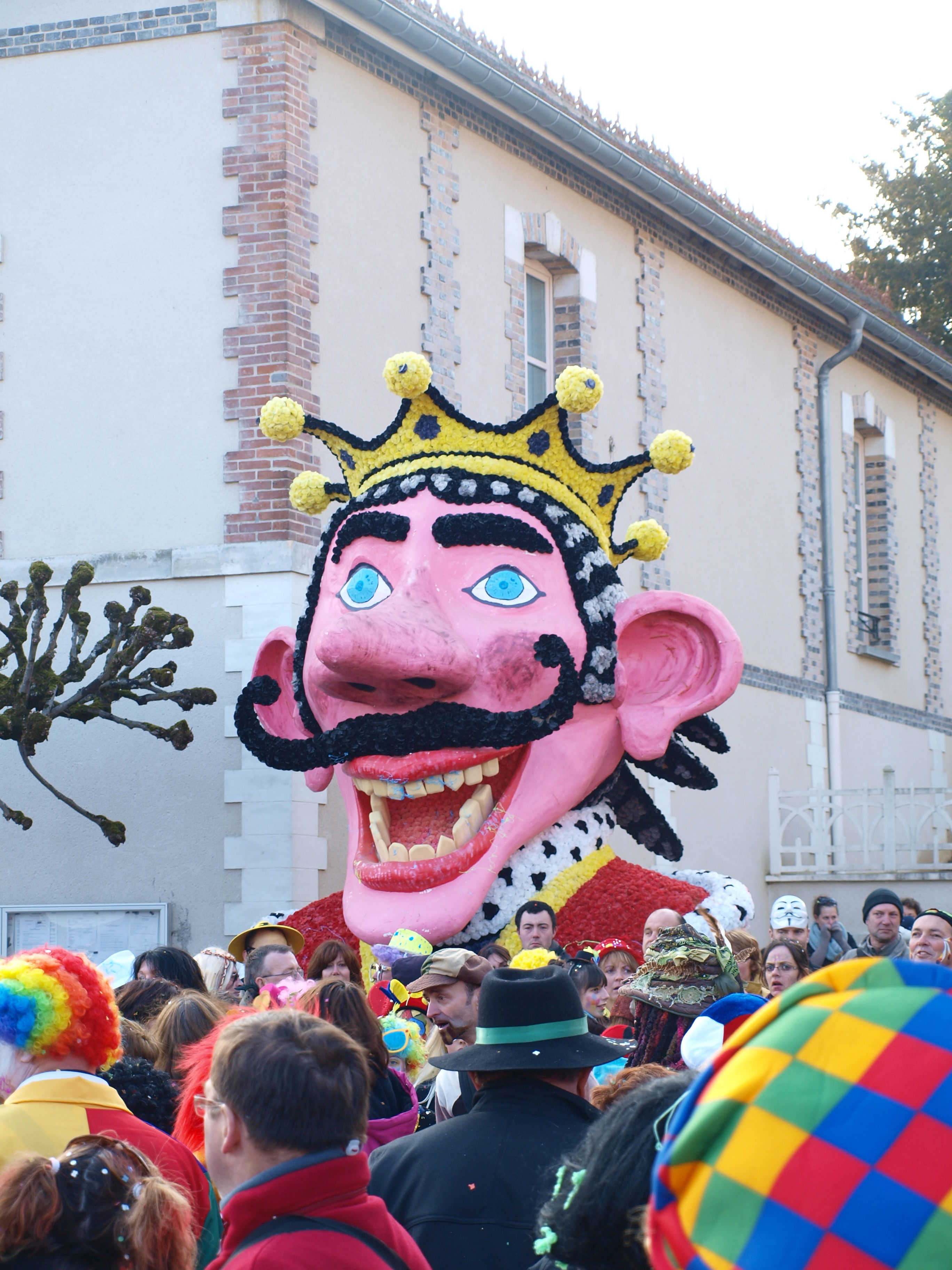
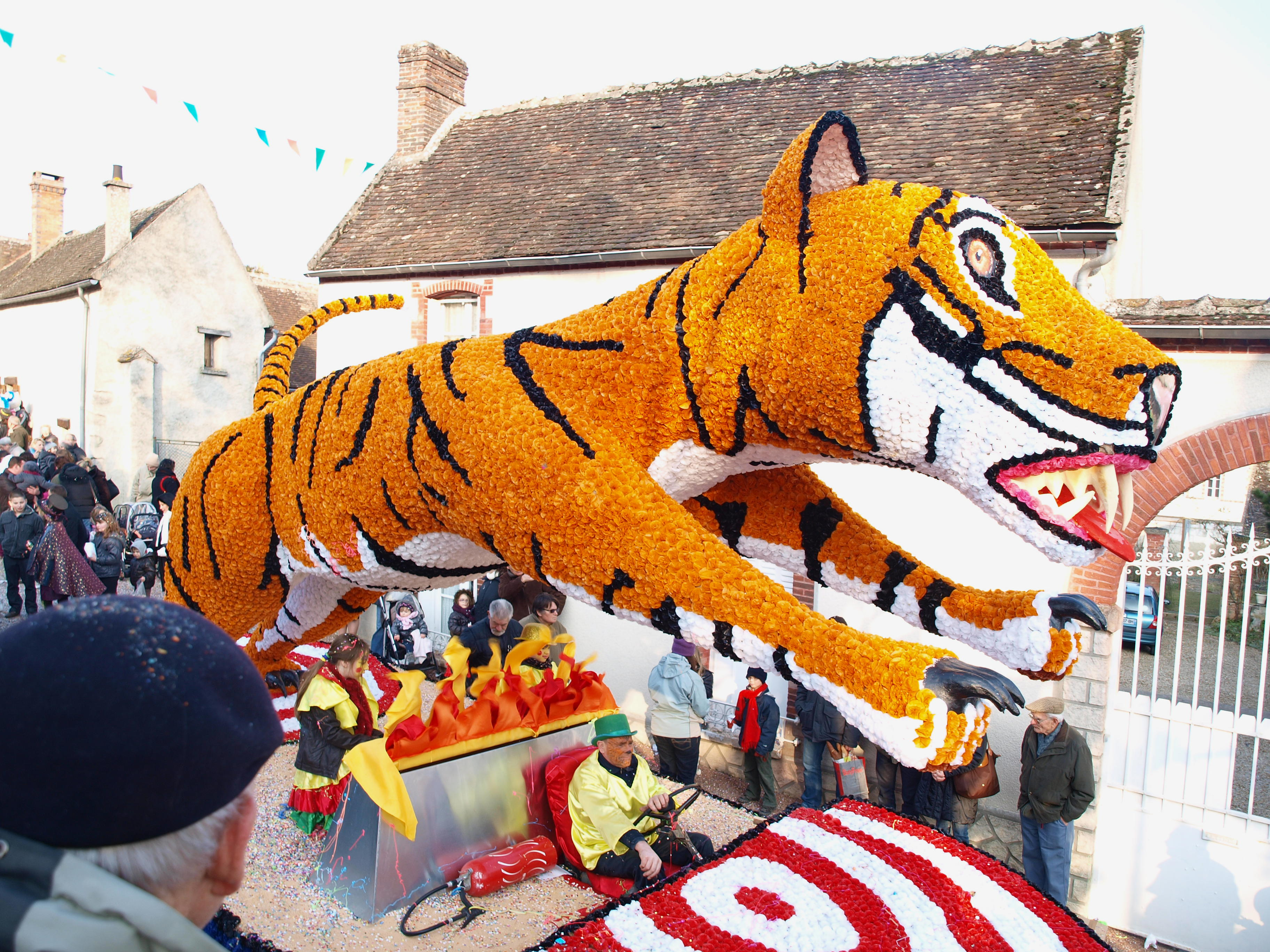
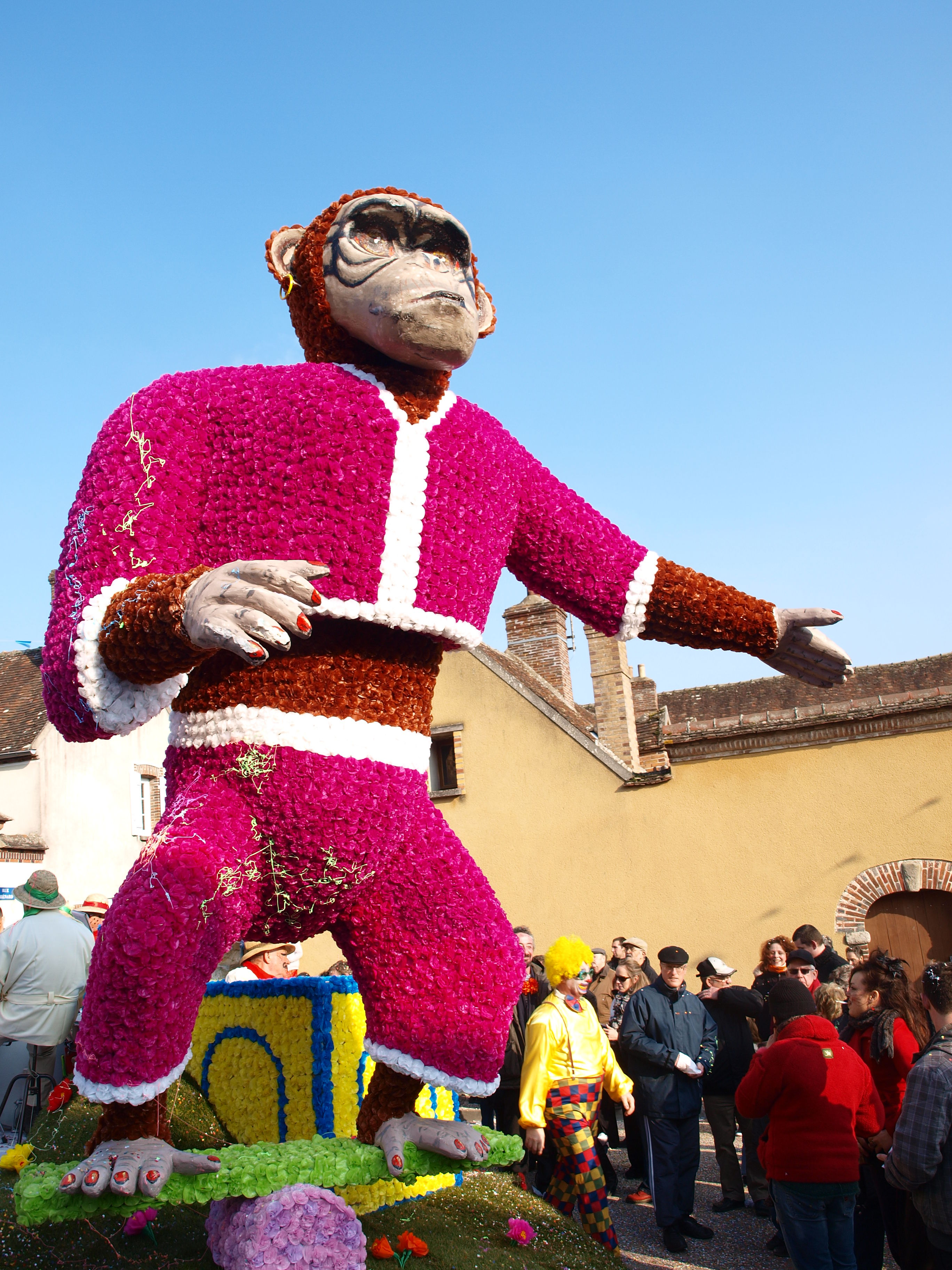
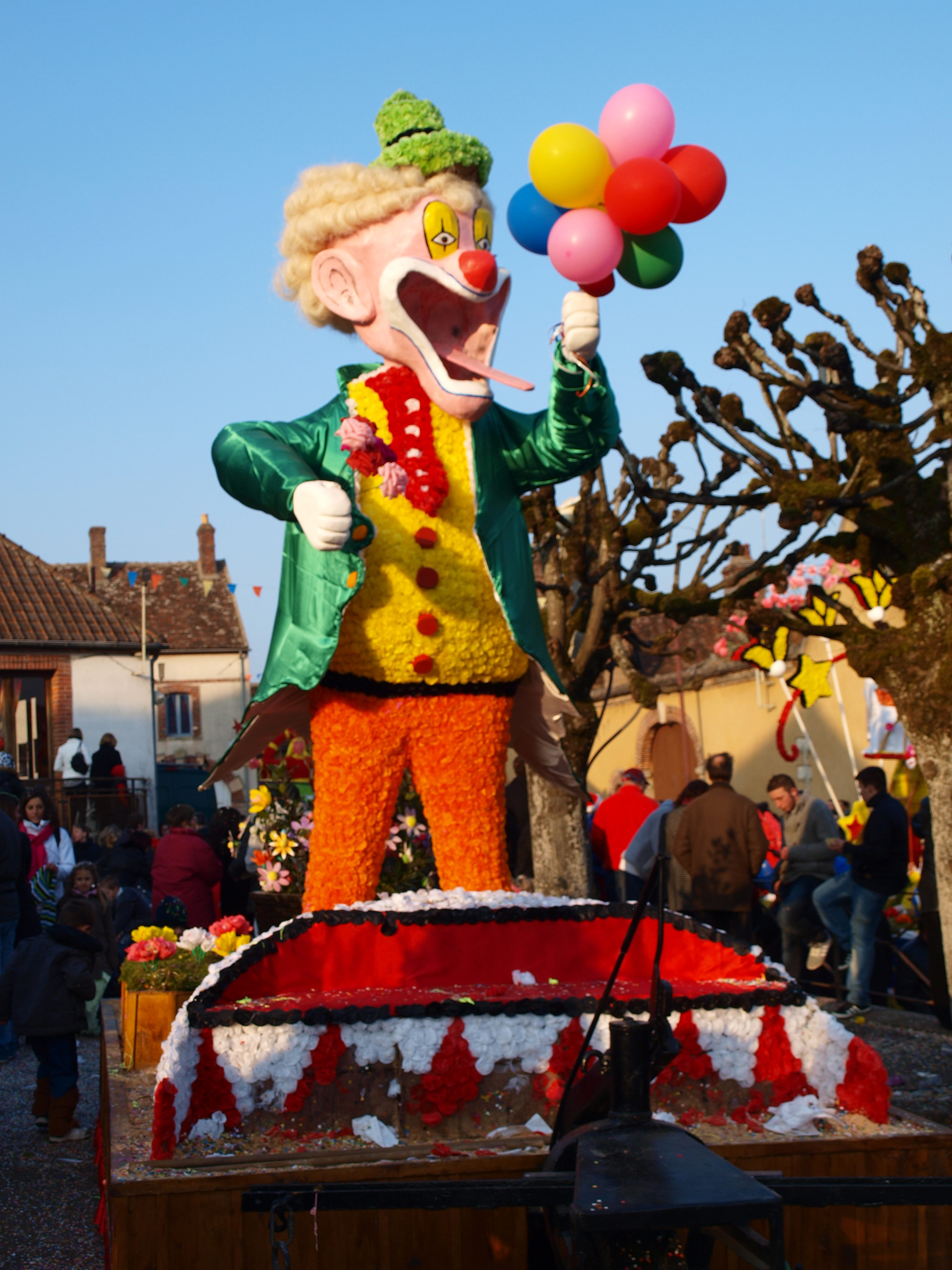
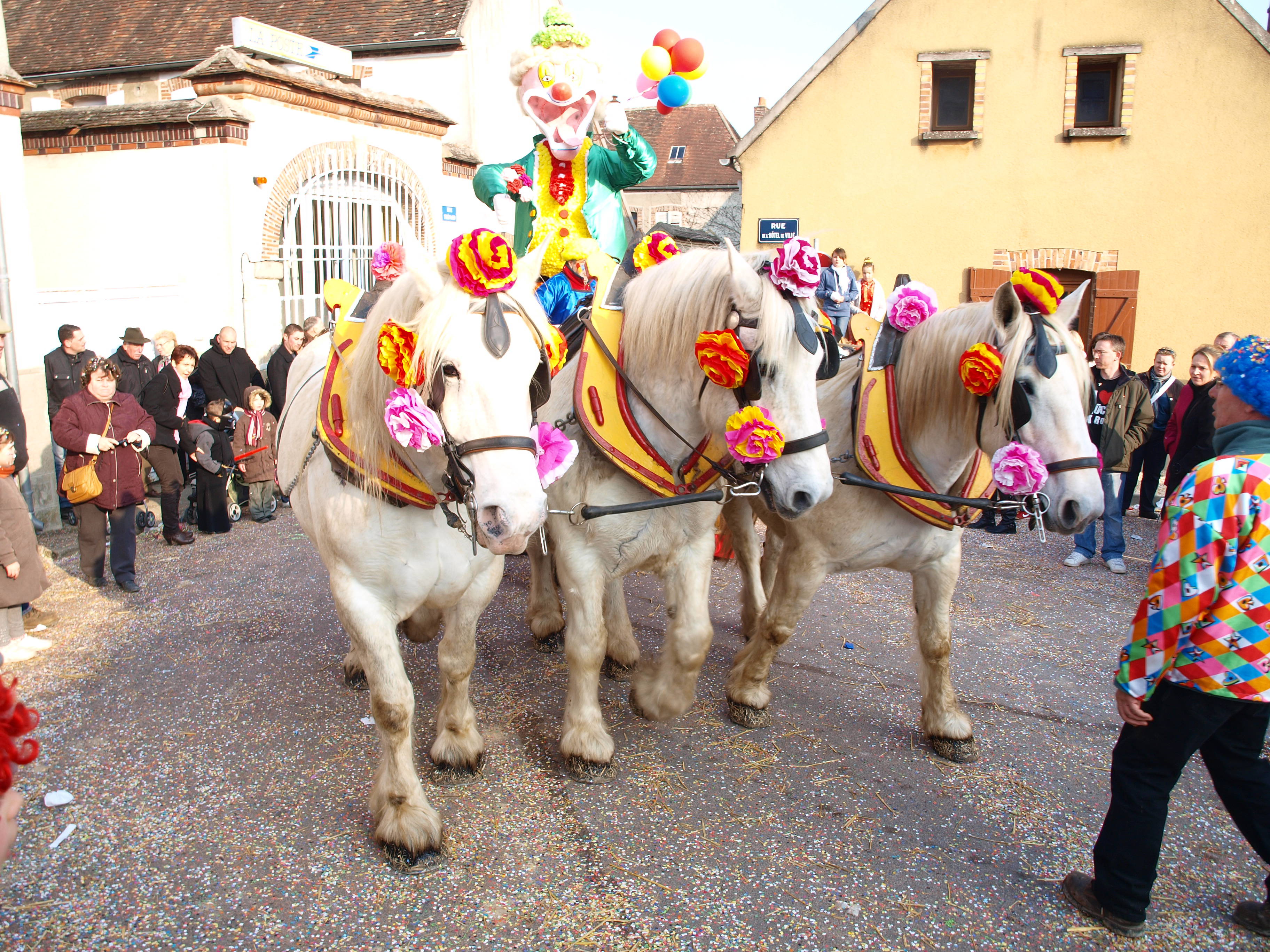
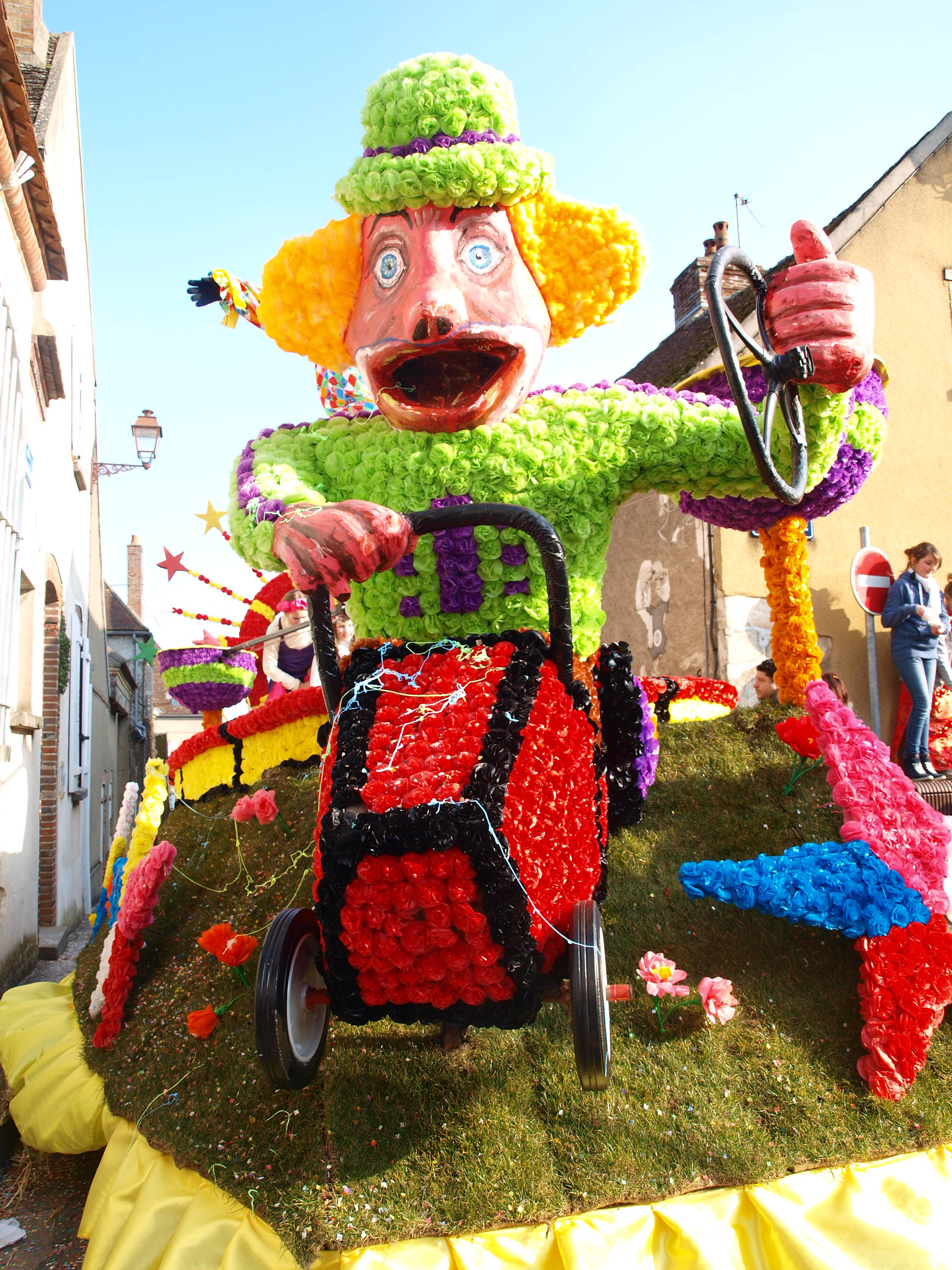
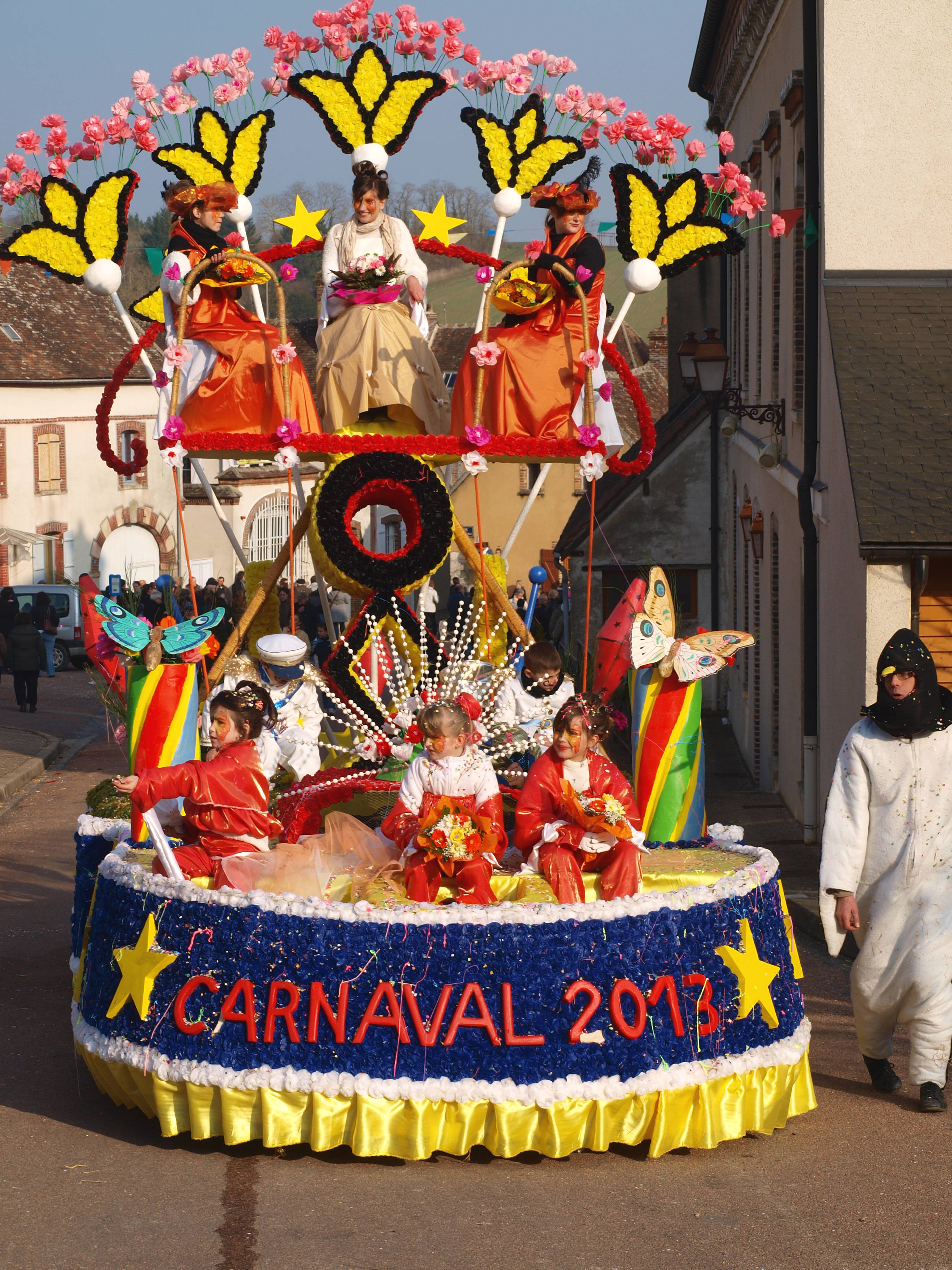
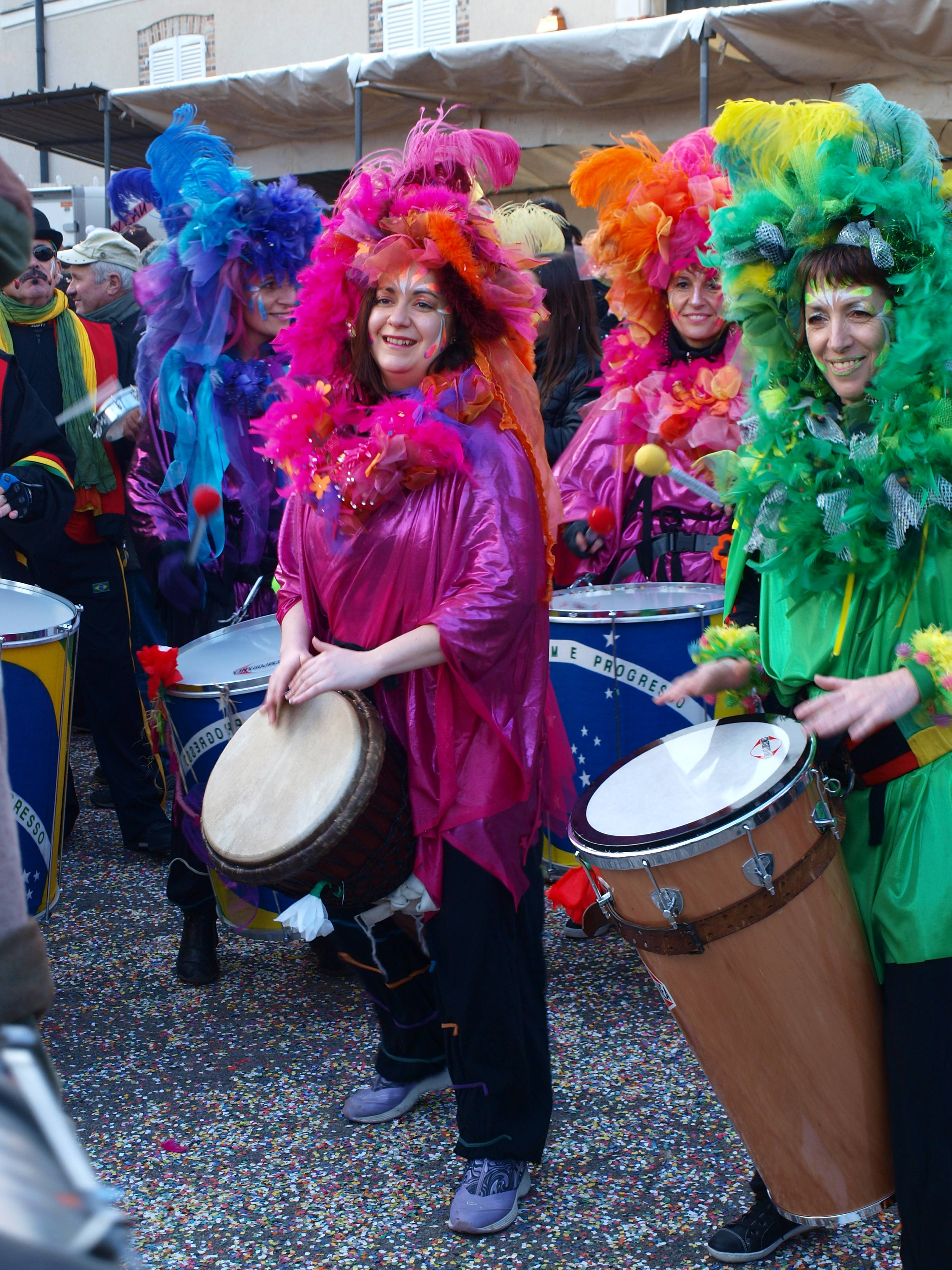
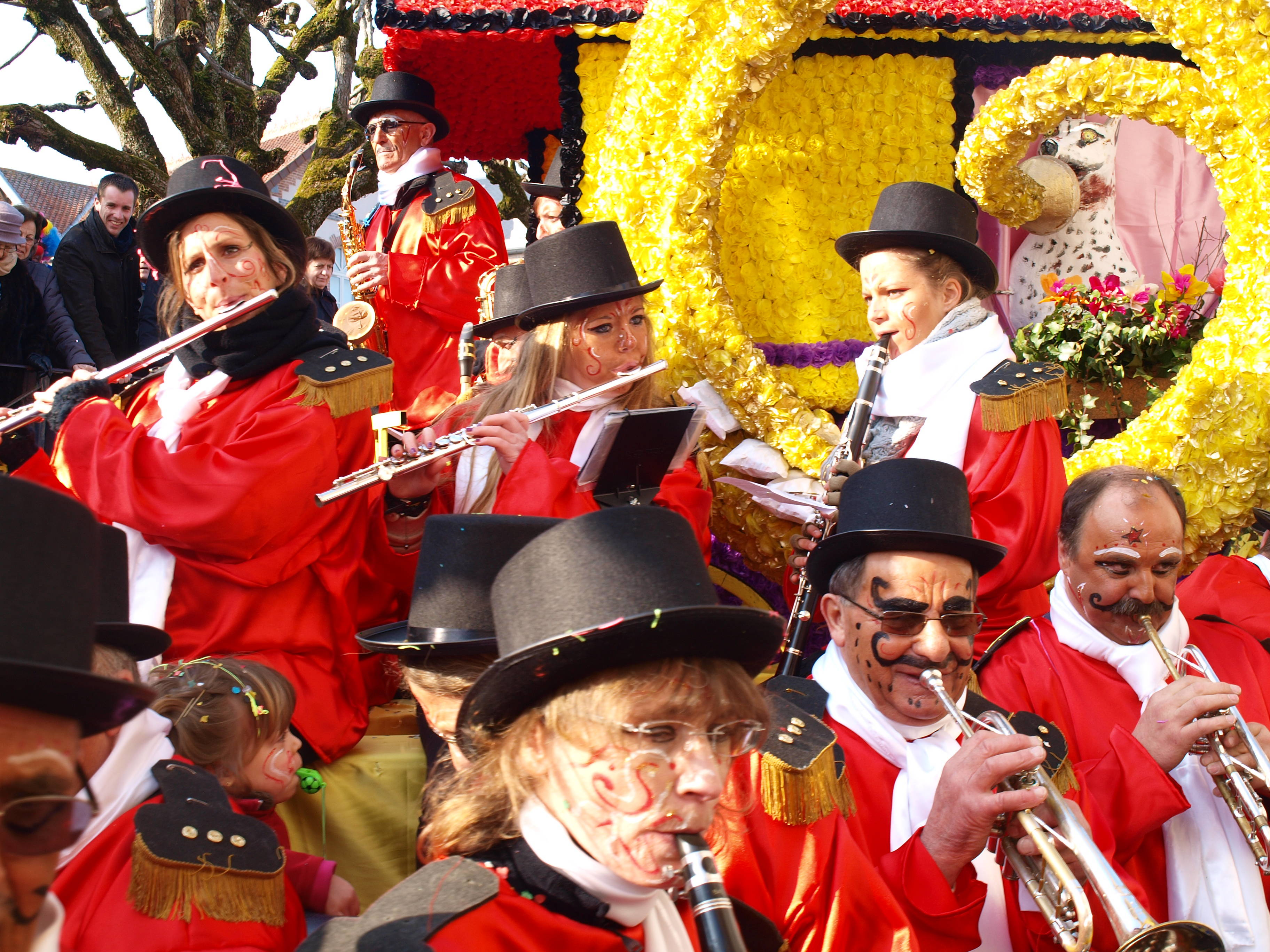
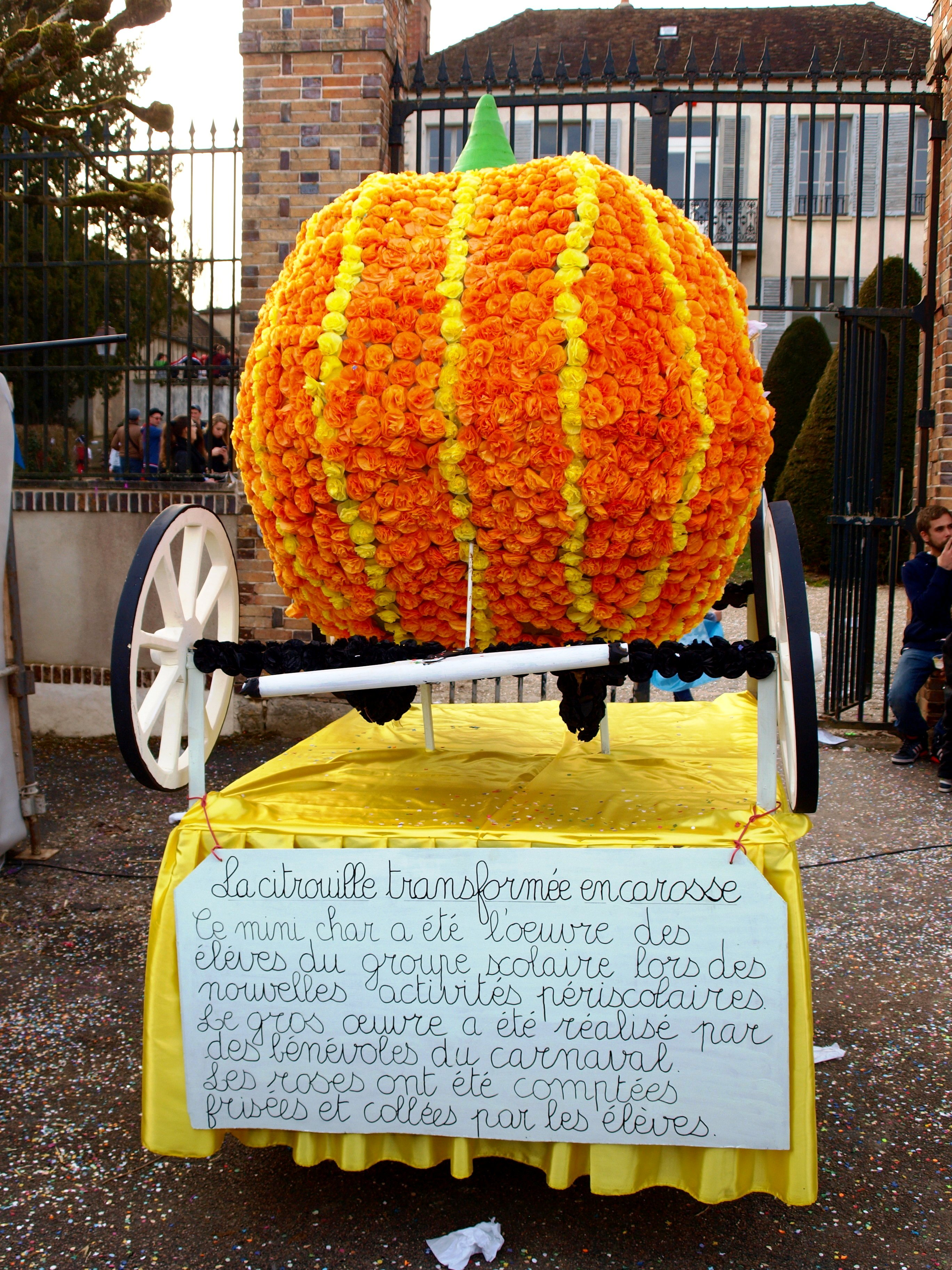

## Personnalités liées à la commune

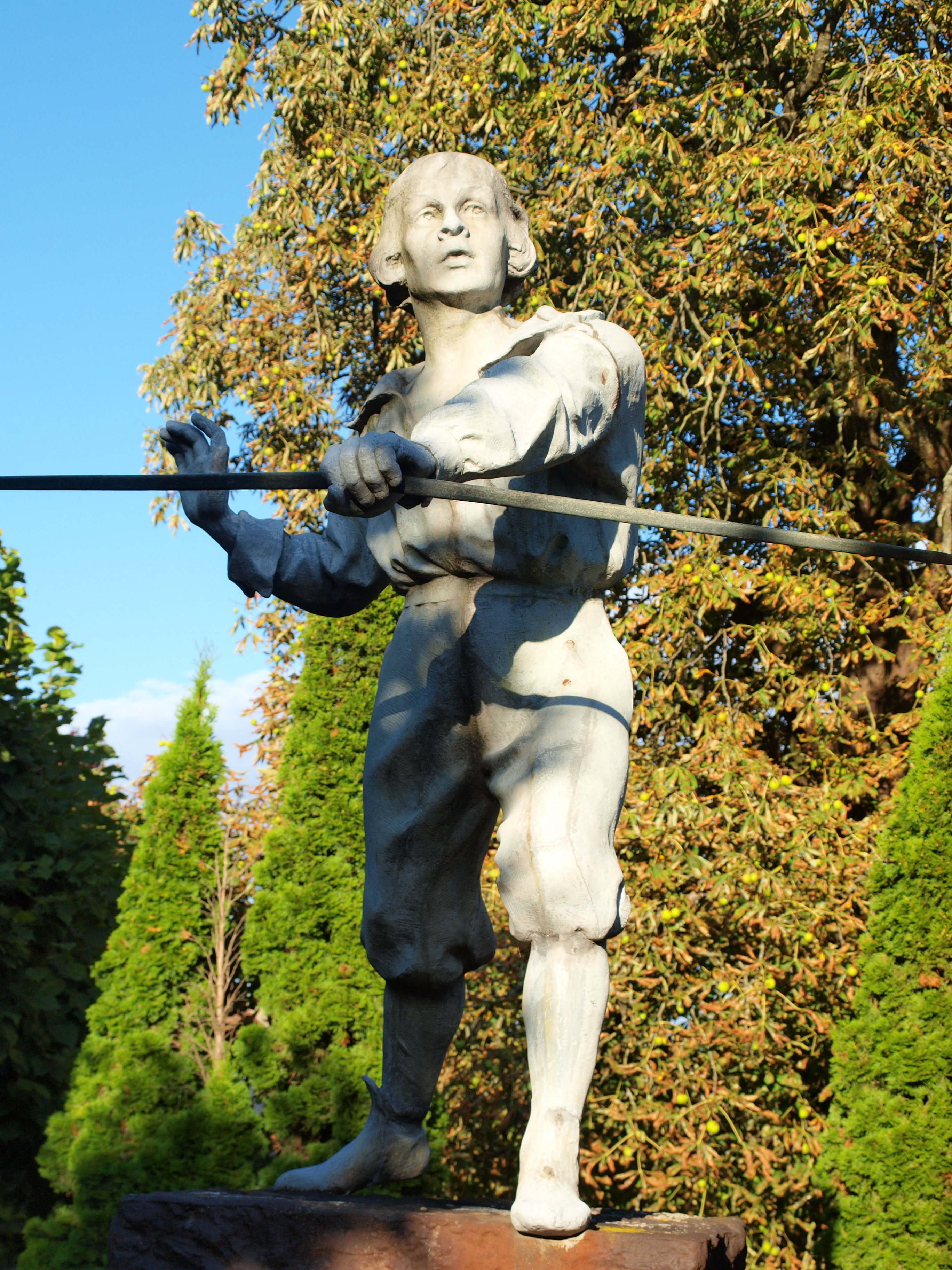
Statue de Blaise Rigault

- Pierre de Sergines , abbé de Saint-Jacques de Provins, puis archevêque de Tyr en Terre sainte.
- Geoffroy de Sergines
- Blaise Rigault. Cet habitant de Bohey, gros hameau aux portes de Sergines, défend sous Louis XIII le village contre une bande de soldats à la traîne. Il est assez heureux pour en tuer le chef. Depuis lors, sa descendance conserve la hallebarde du chef pillard tué. Les festivités sont à l'origine du carnaval de Sergines, désormais organisé chaque année.
- Élisabeth Vonarburg, écrivaine canadienne de science-fiction.
- Amélie Victoire Denisot, épouse Schueller et mère du fondateur de la société L'Oréal y est née en 1848.

## Jumelage
- Maring-Noviand (Allemagne)

dans l'arrondissement de Bernkastel-Wittlich en Rhénanie-Palatinat.